# 7. Jahrtausend v. Chr.
Portal Geschichte | Portal Biografien | Aktuelle Ereignisse | Jahreskalender | Tagesartikel

◄ |
8. Jahrtausend v. Chr. |
7. Jahrtausend v. Chr. | 6. Jahrtausend v. Chr.  | ►
Das 7. Jahrtausend v. Chr. beschreibt den Zeitraum von 7000 v. Chr. bis 6000 v. Chr.

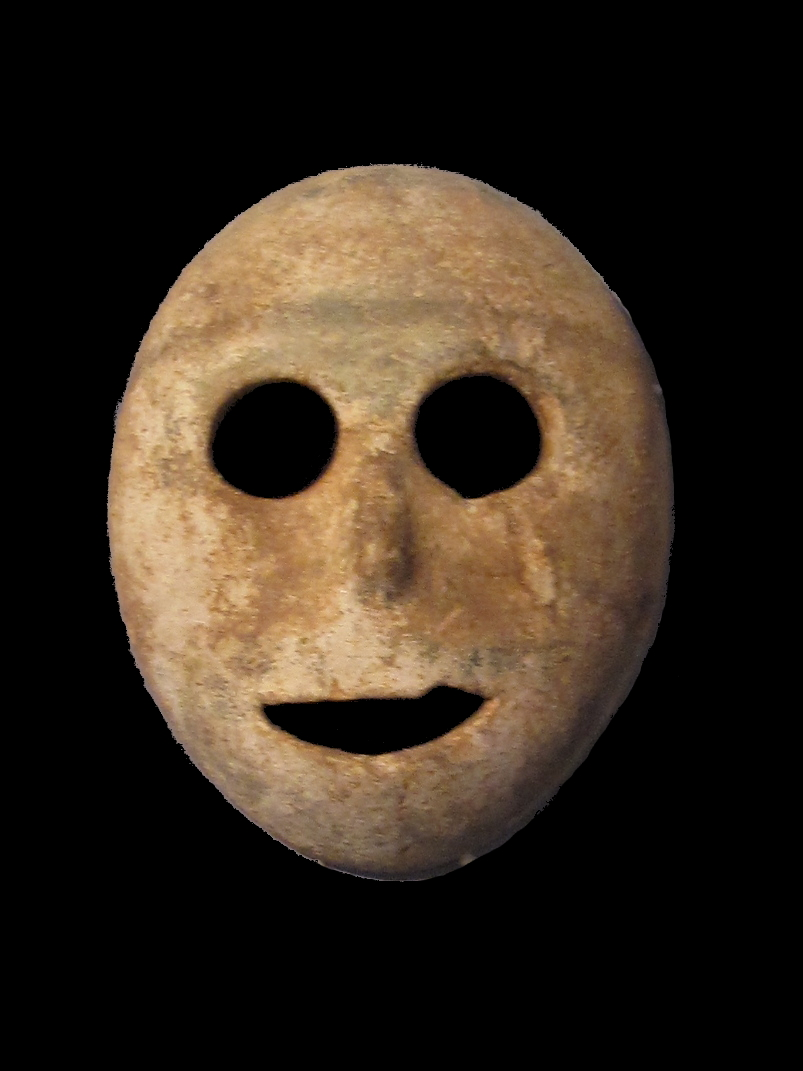
Steinmaske aus dem präkeramischen Neolithikum 7000 v. Chr., eine der ältesten Masken der Welt

## Zeitalter/Epoche
- Ab etwa 6500 v. Chr.: Spätmesolithikum in Mitteleuropa

## Ereignisse
- Um 7000 v. Chr.: Das Dorf Ba'ja in Jordanien wird gegründet
- Um 6700 v. Chr.: Menschenfunde in Südamerika (Chile)
- Um 6600 v. Chr.: Jiahu-Schrift in China
- Um 6300 v. Chr.: Ätna-Tsunami im Mittelmeerraum
- Um 6300 v. Chr.: Lateinamerika: Anbau von Maniok und Kartoffeln breitet sich aus
- Die Misox-Schwankung führt um 6250 v. Chr. zu einer zeitlich scharf abgegrenzten, relativ kurzfristigen Klimaveränderung, die das Atlantikum (zwischen ca. 8000 v. Chr. und ca. 4000 v. Chr.) unterbricht. Dabei kam es im mesolithischen Mitteleuropa innerhalb weniger Jahrzehnte zu einer Abkühlung um etwa 2 °C. Im Vorderen Orient zusätzlich zu einer Aridifikation. Dies fällt mit der letzten größeren Veränderung des Abflusses des Agassizsees zusammen. Dieses Ereignis fand vor ca. 8400 Jahren statt, als der Agassizsee in die Hudson Bay abfloss.[1] Auch diese hatte erhebliche klimatologische Folgen und ist auch in der Vegetationsentwicklung Europas gut hundert Jahre lang nachweisbar (Misox-Schwankung).
- Um 6000 v. Chr.: Zentralasien: Erstmals feste Siedlungen und Ackerbau

## Archäologische Kulturen

### Kulturen in Anatolien
- Ağaçlı Kultur (ca. 18000-6400 v. Chr.)
- Fikirtepe-Kultur (ca. 6400–6000 v. Chr.)

### Kulturen in China
- Pengtoushan-Kultur (ca. 7500–6100 v. Chr.)

### Kulturen in Europa
- Ab etwa 6200 v. Chr.: Impressokultur

### Kulturen in Mesopotamien
- 7000–6500 v. Chr.: Kultur von Umm Dabaghiyah
- 6500–6000 v. Chr.: Kultur von Hassuna
- 6200–5700 v. Chr.: Kultur von Samarra

### Kulturen in Südasien
- Mehrgarh (ca. 7000–5500 v. Chr.), älteste bekannte Ackerbauern-Ansiedlung Südasiens
- Kuk, Neuguinea (um 6500 v. Chr.), Beginn der Landwirtschaft

## Erfindungen und Entdeckungen
- Um 7000 v. Chr. wurde das Hausschwein in der heutigen Osttürkei domestiziert.[2][3]
- Um 6500 v. Chr.: Nutzung des Sekundärprodukts Milch.[4][5]